# Anne Marie François Barbuat de Maison-Rouge de Boisgérard
Pour les articles homonymes, voir Barbuat.
Anne Marie François Barbuat de Maison-Rouge de Boisgérard, né le 8 juillet 1767 à Tonnerre (Yonne) et mort le 9 février 1799 à Caiazzo (Italie), est un général de brigade de la Révolution française.

## Biographie
Fils d’un ancien officier du régiment de Champagne qui devient général de brigade et commande Besançon, Boisgérard entre à l’École militaire de Paris le 7 octobre 1783 et est sous-lieutenant à l’école militaire de Mézières le 1er janvier 1789. Lieutenant en second, 3e sur 11, le 4 septembre 1791, il se rend à Besançon auprès de son père, accompagne Custine dans l’évêché de Bâle, et après avoir été demandé par Harambure qui le souhaitait à Huningue en remplacement de Rouget de Lisle le 24 août 1792.
Il prend part à l’expédition de Spire et aux opérations de l’armée du Rhin. Promu capitaine le 8 novembre 1792, il assiste au siège de Mayence où le conseil de guerre le fait chef de bataillon le 30 juin 1793. Il suit l’armée de Mayence en Vendée, puis après la campagne de Vendée, il est renvoyé à l’armée du Nord en Flandre et se distingue à la prise de Charleroi, aux sièges de Landrecies, du Quesnoy où il est blessé, de Valenciennes et de Maastricht, en 1794.
Nommé chef de bataillon provisoire le 2 octobre 1794, il est confirmé dans ce grade le 19 juillet 1795, puis chef de brigade provisoire en vertu d’une nomination faite par les représentants Pinel et Cavaignac le 12 février 1795 et confirmé dans ce grade quinze mois plus tard, le 4 juin 1796. Il est promu général de brigade par le Directoire le 10 juillet 1796, et commandant en chef le génie à l’armée de Mayence le 12 décembre 1797, à l’armée d'Angleterre.
Passé à l’armée de Naples sous les ordres de Championnet, il est blessé par des Napolitains, dans la nuit du 6 au 7 janvier 1799, au retour d’une reconnaissance qu’il vient de faire sur les bords du Volturno. Une balle lui a traversé la poitrine, il tombe aux mains de l’ennemi. Rendu aux Français après l’armistice conclu par Championnet, il meurt des suites de sa blessure, le 9 février suivant, au village de Caiazzo.
Il a laissé en manuscrits plusieurs importants mémoires d’histoire militaire.

## Hommages
- Il fait partie des 660 personnalités à avoir son nom gravé sous l'arc de triomphe de l’Étoile, 28e colonne.